# Rambla de la Viuda
La rambla de la Viuda (en valenciano rambla de la Vídua) es una rambla del este de la península ibérica, tributaria del río Mijares por su margen izquierda.

## Descripción

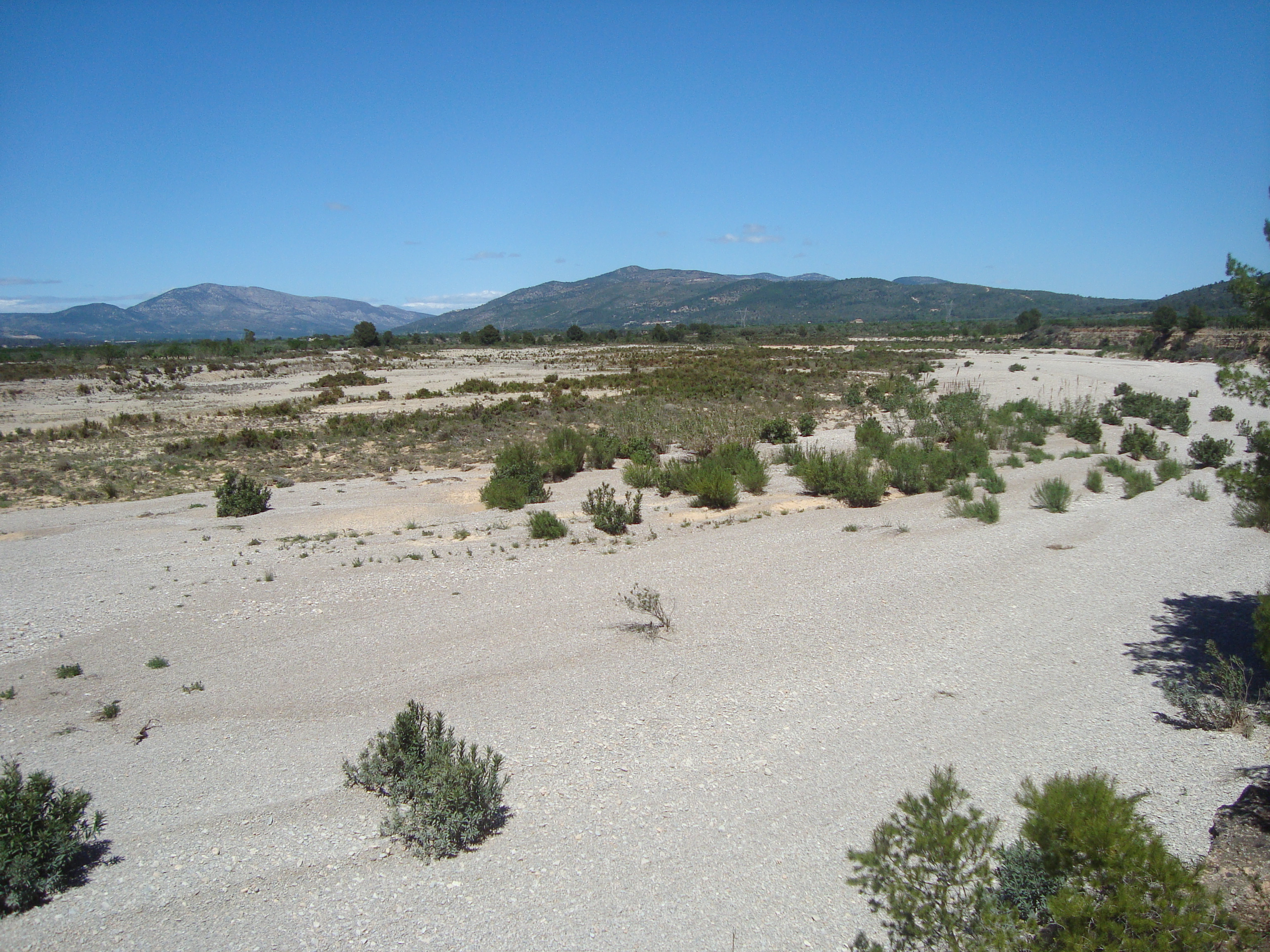
Rambla de la Viuda a la altura de La Barona.

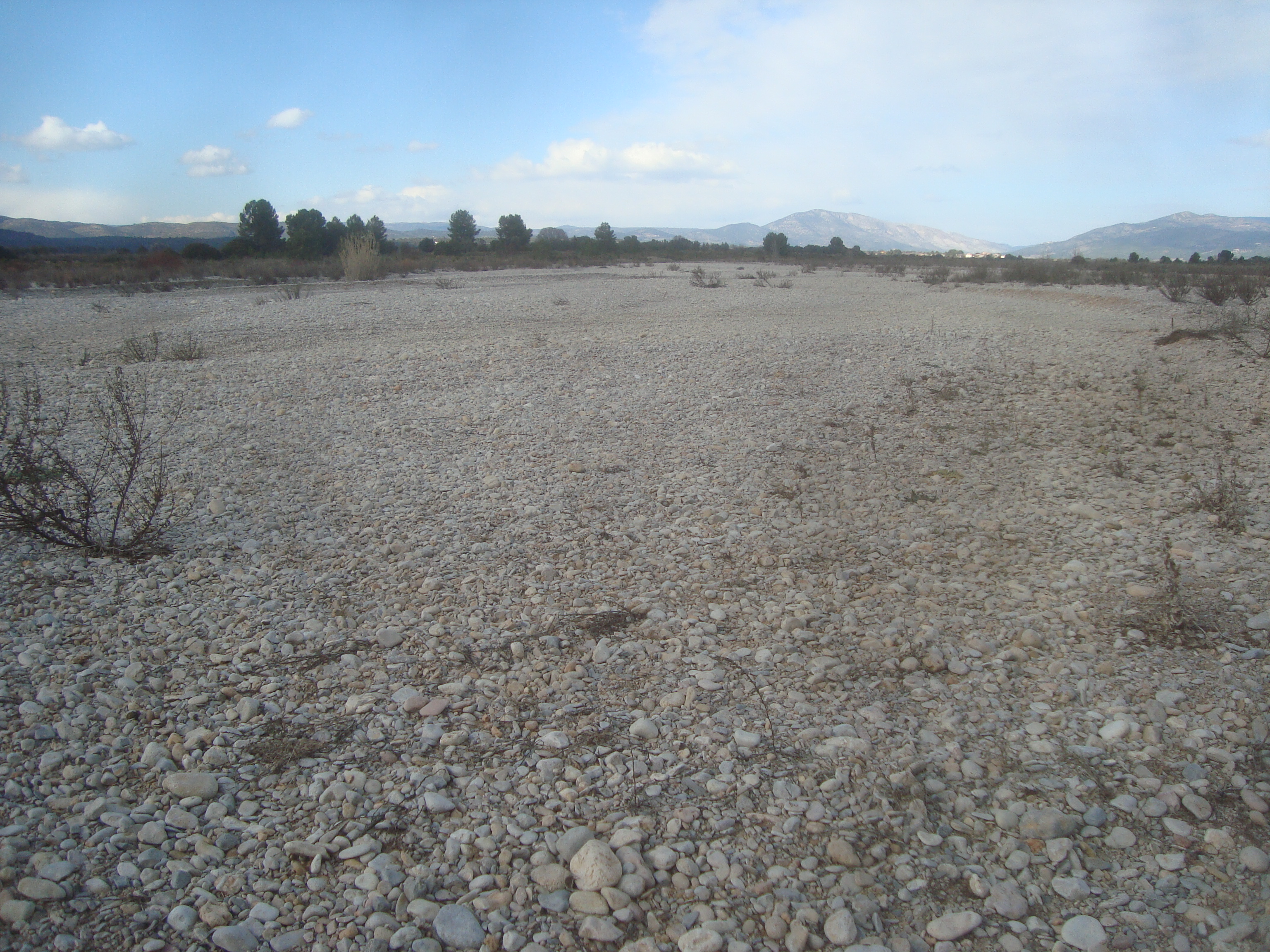
Rambla de la Viuda, a su paso por el término de Vilafamés.

Recibe esta denominación tras la unión del río Monleón con la rambla Carbonera, en la confluencia de los términos municipales de Culla, Sierra Engarcerán y Useras, en la provincia de Castellón. Desemboca en el río Mijares a la altura del término municipal de Almazora a muy pocos kilómetros del mar Mediterráneo.
Cuenta con una cuenca hidrográfica de 524 km², transcurriendo en dirección norte-sur por la parte interior de las sierras litorales de la provincia. Comprende las comarcas de Alto Maestrazgo, Alcalatén y la Plana Alta. En general, el nivel freático de la rambla es más bajo que su propio cauce, por lo cual, se produce una fuerte filtración que deja seco al cauce exceptuando la época de las lluvias en otoño. 
El embalse de María Cristina recibe sus aguas y sirve como nexo de unión entre la rambla y el río de Alcora.

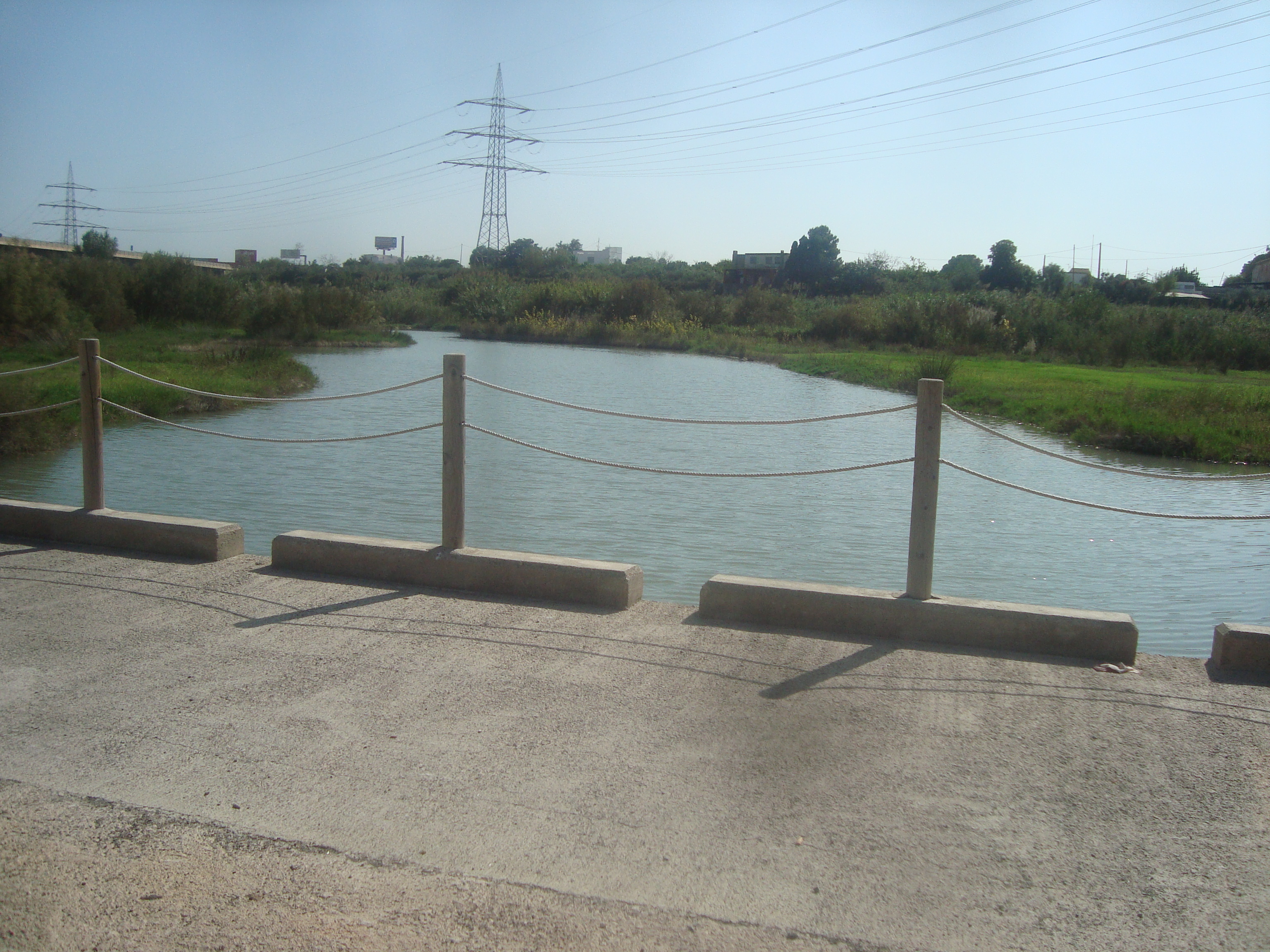
Tramo final de la Rambla de la Viuda.

## Referencias

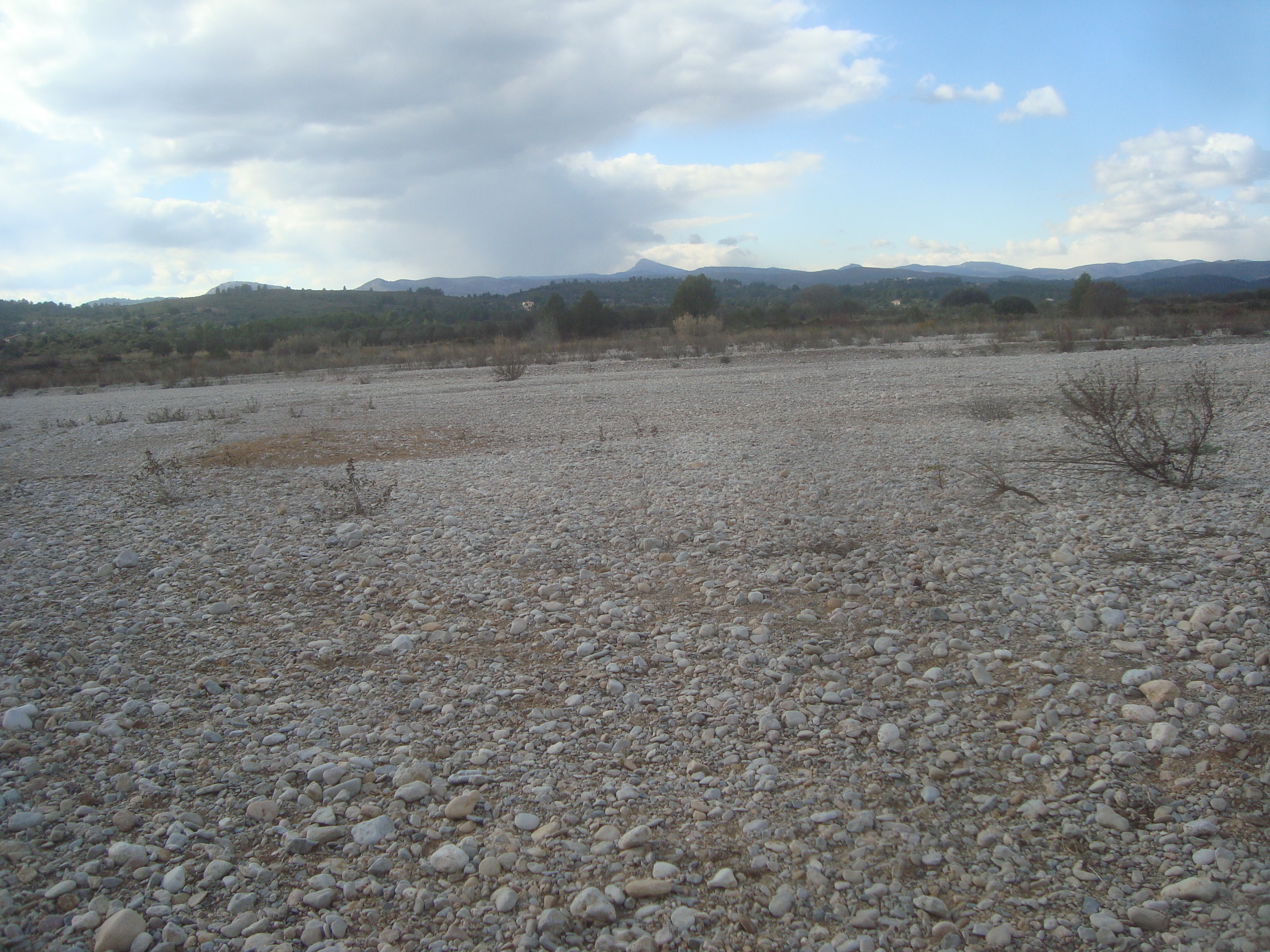
Rambla de la Viuda a su paso por el término de Vilafamés, al fondo asoma el pico del monte Peñagolosa.